# Хедаят, Мехти Кули-хан
Мехти Кули-хан Хедаят (перс. مهدی‌قلی هدایت‎; 1 апреля, 1863 — 28 января 1955) — премьер-министр (визирь) Ирана при Реза-шахе, государственный деятель. Известен также под именем Мухбир ас-Салтане.

## Биография
Родился в 1863 году в городе Тегеране в семье Али Кули-хана Мухбир уд-Довла. Внук историка Риза Кули-хан Хедаята.
В 1920 году Мухбир ас-Салтане по приказу Султан Ахмад-шаха был назначен губернатором Тебриза.
Под влиянием событий в Гиляне и Азербайджане политическая ситуация в Иране перманентно накалялась. После ухода в отставку англофильского правительства Восуга эд-Довле к власти пришло правительство Мошира эд-Довле, которое первой мишенью избрало Азербайджан. Мохбер ос-Салтана (Мехди Кули-хан), назначенный новым вали Тебриза, стал собирать недовольных вокруг себя и в первую очередь договорился с командиром, русским по национальности, иранского казачьего полка, расквартированного вблизи Тебриза. 12 сентября 1920 года этот полк начал наступление на Азадыстан. Верные Хиябани силы были сконцентрированы на севере страны, где вели борьбу с бесчинствами местных феодалов. Поэтому казачьи отряды, не встретив серьезного сопротивления, в три дня захватили Тебриз. Жестокой расправе подверглись демократы и их сторонники, 13 сентября был убит шейх Мухаммед Хиябани. Последние две ночи он оставался в доме близкого друга — Гаджи Шейх Гасан-хана, который и предложил гостю попросить у Мохбер ос-Салтана гарантию своей безопасности.
На это Хиябани ответил: «Я предпочитаю умереть, но не сдаться. Я не преклоню колени перед врагами. Я сын конституционной эпохи, из династии Бабека Хуррамита, не склонившего голову перед Арабским халифатом».
Во времена правительства Сейида Зийа ад-дина Табатабайи для того, чтобы предотвратить проникновение и пропаганду коммунистов, а также для того, чтобы продемонстрировать захват иностранцами власти в то время, англичане согласились с отменой капитуляции. С другой стороны, советское правительство, заключив в 1921 г. договор между Ираном и СССР, не оговорило для себя право консульской юрисдикции, и в каком-то смысле с отменой Туркманчайского договора (1828 г.) капитуляция практически считалась аннулированной. В 1928 году, уже будучи премьер-министром, Мехти Кули-хан Хедаят на заседании маджлиса (парламента) официально объявил об аннулировании капитуляции.
В 1926 году был назначен министром торговли и общественных работ в правительстве Хасана Мустовфи аль-Мемалика. За время его работы на этом посту в Иране были заложены основы железнодорожного строительства, он также подписал контракт с датской компанией на открытие первых автобусных линий в Тегеране.
2 июня 1927 года был назначен премьер-министром. На этом посту беспрекословно выполнял все указания шаха.
Скончался в 1955 году в Тегеране.